# Ron van Dongen
Ron van Dongen est un photographe néerlandais né en 1961 à Judibana (Venezuela). Il est connu pour ses photographies de fleurs.

## Biographie
Né à Judibana au Venezuela en 1961, van Dongen a grandi à Warmond, aux Pays-Bas, et a étudié la biologie à la Nederlandse Leraren Opleiding à Delft. De 1989 à 1992, il étudie la photographie à l'Academy of Art University de San Francisco. Il vit maintenant à Portland dans l’Oregon.

## Thèmes
Ron van Dongen est surtout connu pour ses photographies de fleurs, qu'il cultive lui-même à partir de graines dans son propre jardin. Il montre leur fragilité, leur beauté et leur évanescence. Ses premières publications sont en noir et blanc, mais il est passé à la couleur et est devenu maître des effets de transparence et de lumière. 

## Publications monographiques
- Alba Nero (1999)  (ISBN 978-3923922741)
- Vulgaris (2000)  (ISBN 978-3923922864)
- Nudare (2001)  (ISBN 978-1590050002)
- Rosa Ferreus (2002)  (ISBN 978-1590050149)
- Ops Opis (2004)  (ISBN 978-1590050965)
- A. angustatum (2006)  (ISBN 978-1590051610)
- Effusus (2006)  (ISBN 978-1590051535)
- Bloom (2007)  (ISBN 978-0811857567)
- Aurora (2008)  (ISBN 978-1590052136)
- A Bloom a Day: A Fortune-Telling Birthday Book (2009) (en collaboration avec Billie Lythberg et Sian Northfield)  (ISBN 978-0811868211)
- La tulipe. Une anthologie (en collaboration avec Anna Pavord (2011)  (ISBN 978-2850883354)
- Proof (2012)  (ISBN 978-1590053393)

## Prix et récompenses
- Prix Redouté (2013) pour La tulipe, une anthologie[4]